# 佛罗里达省
佛罗里达省（西班牙語：Departamento de Florida）為南美國家烏拉圭十九省之一省，位於烏拉圭中南部，該省省会為佛罗里达。